# Palazzo Imperiale (Savona)

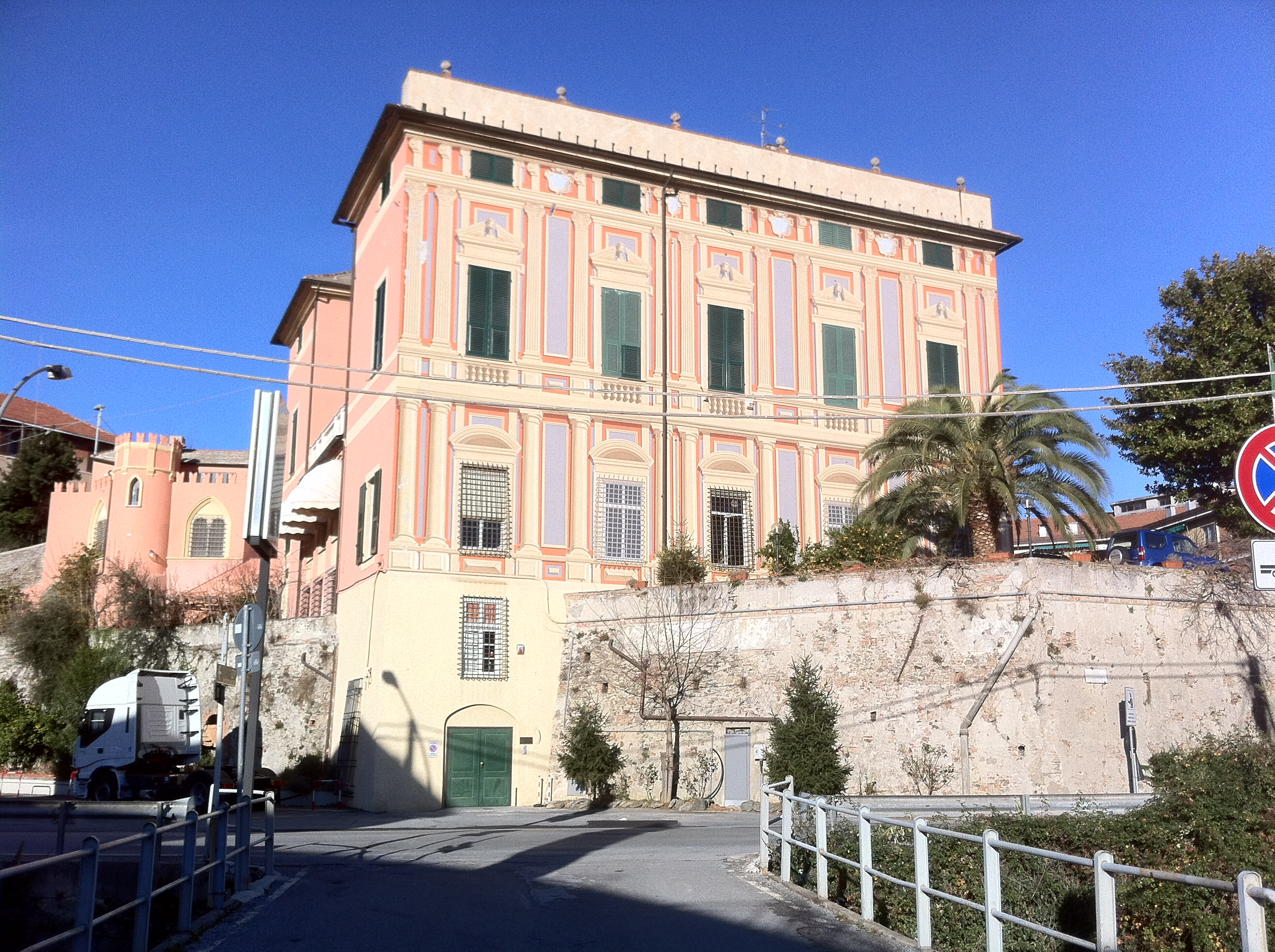
Facciata meridionale

Palazzo Imperiale sorge lungo la strada che collega Savona al Colle di Cadibona, alla confluenza delle valli del Letimbro e del Lavanestro. Il nome deriva da Francesco Maria Imperiale che ne fu proprietario nel XVIII secolo. Viene anche chiamato palazzo Migliardi o palazzo Bertani, dai nomi delle altre famiglie che ne furono proprietarie lungo i secoli.

## Storia e descrizione
Le prime testimonianze storiche risalgono al XIV secolo. L'aspetto attuale, in tipico stile genovese, si deve ad un rifacimento effettuato nel XVI secolo ad opera di Galeazzo Alessi. L'edificio si presenta come una grossa e severa struttura cubica sviluppata su tre piani, affiancata da torrione e ingentilita con una decorazione architettonica delle facciate restaurate nel 2000. Sino alla metà del XIX secolo era circondato da bastioni, di cui ne sopravvivono solo una minima parte, ed era collegato tramite un ponte in pietra a due arcate alla borgata di Lavagnola. Alle spalle del palazzo esisteva un parco con alberi secolari, andato perduto negli anni sessanta del secolo scorso. Nel 1745 fu utilizzato come ospedale per il reggimento spagnolo "Vittoria" nel corso della guerra di successione austriaca.
Gli interni del piano nobile sono stati affrescati presumibilmente da Ottavio Semino e risalgono alla fine del XVI secolo. Un interessante ciclo pittorico dedicato a Dante, Colombo, Sisto IV, Giulio II, Raffaello, Pompei e all'Egitto fu realizzato tra il 1880 e il 1927 da Raffaello Resio, il quale visse per diverso tempo nel palazzo.